# Wikana
Wikana SA (wcześniej Masters SA) – polskie przedsiębiorstwo deweloperskie z siedzibą w Lublinie, od 20 lutego 1997 notowane na Giełdzie Papierów Wartościowych w Warszawie. 
Wikana SA to jednostka dominująca grupy kapitałowej.

## Historia
13 stycznia 1994 pracownicy przedsiębiorstwa państwowego Z.P.O. „Elpo” w Legnicy zawiązali spółkę Z.P.O. Elpo SA. Jej celem było przejęcie i kontynuowanie produkcji likwidowanego zakładu. W 1997 miał miejsce giełdowy debiut spółki: 20 lutego na rynku wolnym, a 11 czerwca – na równoległym warszawskiej giełdy. W 1999 firmę spółki zmieniono na Masters SA. Od 15 maja 2006 akcje spółki były notowane w systemie ciągłym.
W latach 2003–2006 spółka zajmowała się głównie produkcją odzieży, szczególnie jeansowej, działalnością usługową polegającą na konfekcjonowaniu odzieży oraz sprzedażą produktów własnych i obcych.
Masters SA postanowiła zająć się działalnością deweloperską; w tym celu 24 stycznia 2007 zawiązała spółkę zależną MST Deweloper sp. z o.o., obejmując w niej 90,1% udziałów. 25 stycznia 2007 Masters SA nabyła 100% udziałów dystrybutora obuwia Multiserwis sp. z o.o.
W 2009 roku nastąpiło połączenie ze spółką Wikana. Od tego czasu spółka występuje pod firmą Wikana S.A.

## Akcjonariat
Struktura akcjonariatu:
| Akcjonariusz                           | Liczba posiadanych akcji | Liczba głosów na WZA | Wartość nominalna akcji (zł) | Udział akcji w kapitale zakładowym | Udział głosów na WZA |
| -------------------------------------- | ------------------------ | -------------------- | ---------------------------- | ---------------------------------- | -------------------- |
| VALUE FIZ z wydzielonym Subfunduszem 1 | 13 209 766               | 13 209 766           | 26 419 532                   | 66,00%                             | 66,00%               |
| Palametra Holdings Limited             | 1 612 000                | 1 612 000            | 3 224 000                    | 8,05%                              | 8,05%                |
| Inne podmioty                          | 5 193 031                | 5 193 031            | 10 386 062                   | 25,95%                             | 25,95%               |
| Razem                                  | 20 014 797               | 20 014 797           | 40 029 594                   | 100%                               | 100%                 |